# 1707
1707 (MDCCVII) var ett normalår som började en lördag i den gregorianska kalendern och ett normalår som började en onsdag i den julianska kalendern samt ett normalår som började en tisdag i den svenska kalendern.

## Händelser

### Januari
- 16 januari – Unionsakterna godkänns av Skottlands parlament.

### Mars
- 3 mars  – Aurangzeb i Mogulriket dör.

### April
- 25 april – Den allierade armén besegras av Bourbonarmmén vid Almanza, Spanien under Spanska tronföljdskriget.
- April – Hertigen av Marlborough besöker Karl XII i Altranstädt.

### Maj
- 1 maj – Kungarikena England och Skottland går i realunion och bildar kungariket Storbritannien. Därmed blir de båda ländernas regerande drottning Anna Storbritanniens första regent.[1] Irland förblir dock ett eget kungarike till 1801.

### Juni
- 17 juni – Brunnsdrickningen vid Ramlösa hälsobrunn inleds, då brunnen officiellt invigs.

### Augusti
- 22 augusti – Den svenska armén bryter upp från Sachsen för att anfalla hjärtat av Ryssland, istället för att försvara Finland och Baltikum.

### September
- 30 september – Den livländske adelsmannen Johann Patkul, som har intrigerat mot Sverige, avrättas.

### Oktober
- 22 oktober – Fyra av brittiska flottans båtar sjunker vid Scillyöarna på grund av felnavigering. Amiral Cloudesley Shovell och tusentals sjömän drunknar i vad som går till historien som Scillyolyckan.
- 23 oktober – Storbritanniens parlament sammanträder i London för första gången.
- 28 oktober – En jordbävning utbryter i Japan och orsakar omkring 5000 dödsfall.

### December
- 16 december – Vulkanutbrott vid berget Fuji i Japan.
- 24 december – Gibraltars förste brittiska guvernör, direkt utsedd av drottning Anna, Roger Elliott, tillträder vid Convent of the Franciscan Friars.
- 30 december – Svenska soldater under Karl XII går över floden Weichsel.

### Okänt datum
- En ny och förbättrad generalkarta över svenska riket tillkommer under stor sekretess. Redan samma år utger emellertid den franske kartografen G. de l'Isle en snarlik svensk översiktskarta, troligen ett resultat av olovlig kopiering.

## Födda
- 31 januari – Fredrik Ludvig av Wales, son till Georg II av Storbritannien.
- 15 april – Leonhard Euler, schweizisk matematiker.
- 13 maj (SS) – Carl von Linné, född Carl Linnæus svensk naturforskare, läkare, biolog, botaniker och författare.
- 27 augusti – Zanetta Farussi, italiensk artist.
- 15 november – Fredrik von Friesendorff, svensk friherre och riksråd samt tillförordnad kanslipresident 1768–1769.

## Avlidna
- 3 mars – Aurangzeb, indisk stormogul
- 9 maj – Dietrich Buxtehude, dansk-tysk kompositör.
- 30 september – Johann Patkul, livländsk adelsman (avrättad).
- 28 oktober – Maria Clara Eimmart, tysk astronom.
- Giacinto Calandrucci, italiensk målare.
- Julie d'Aubigny, fransk operasångare och fäktare.

### Fotnoter
1. ↑  World Statesmen (läst 3 april 2011)